# Untertiefengrün

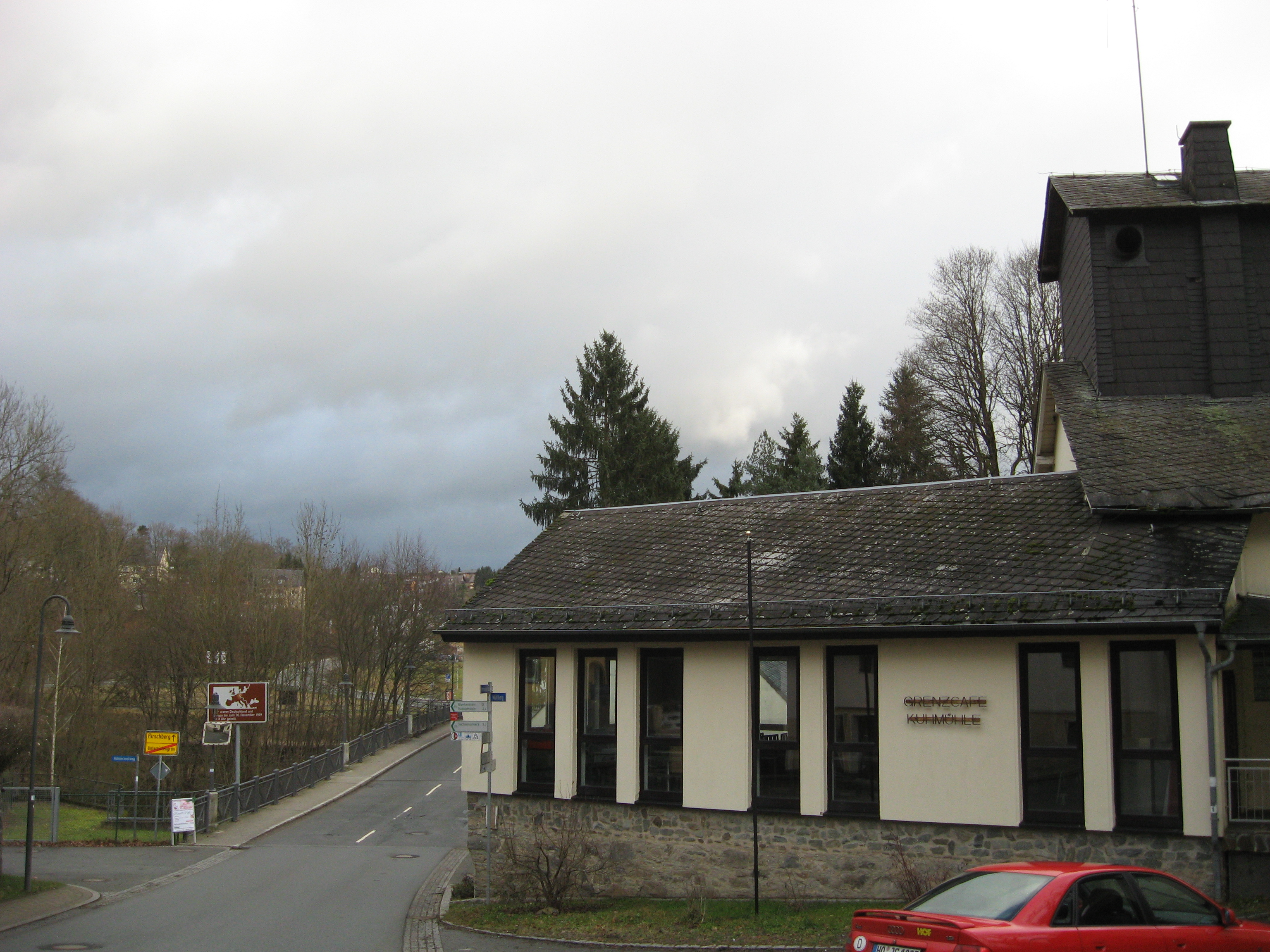
Grenzcafé Kuhmühle, direkt an der Grenze zu Thüringen

Untertiefengrün ist ein Gemeindeteil der Gemeinde Berg im Landkreis Hof (Oberfranken, Bayern).

## Lage
Die Siedlung Untertiefengrün liegt südlich der Saale an der thüringisch-bayerischen Grenze in der Nähe der Stadt Hirschberg. Die Staatsstraße 2198 erschließt den Gemeindeteil verkehrsmäßig. Die Saaleniederung mit anschließendem Wald und kupiertem Gelände prägen die Landschaft.
Nachbarorte sind Hirschberg, Sparnberg und Ullersreuth.

## Baudenkmäler
- Am Büchig steht die Kapelle St. Heinrich. Sie wurde 1931 unter Denkmalschutz gestellt.
- In der Untertiefengrüner Straße steht ein Kilometerstein mit der Aufschrift „Hof 15 Km“ und „Hirschberg 0,5 Km“. Er wurde 2014 wieder aufgestellt und 2015 in die Liste Bayerischer Denkmäler eingetragen.